# Black Label Society
Black Label Society este o formație heavy metal din Los Angeles, California, înființată de Zakk Wylde. Până în prezent formația a lansat 9 albume de studio, 2 albume live, 2 albume de compilație, un EP, și 3 albume video.

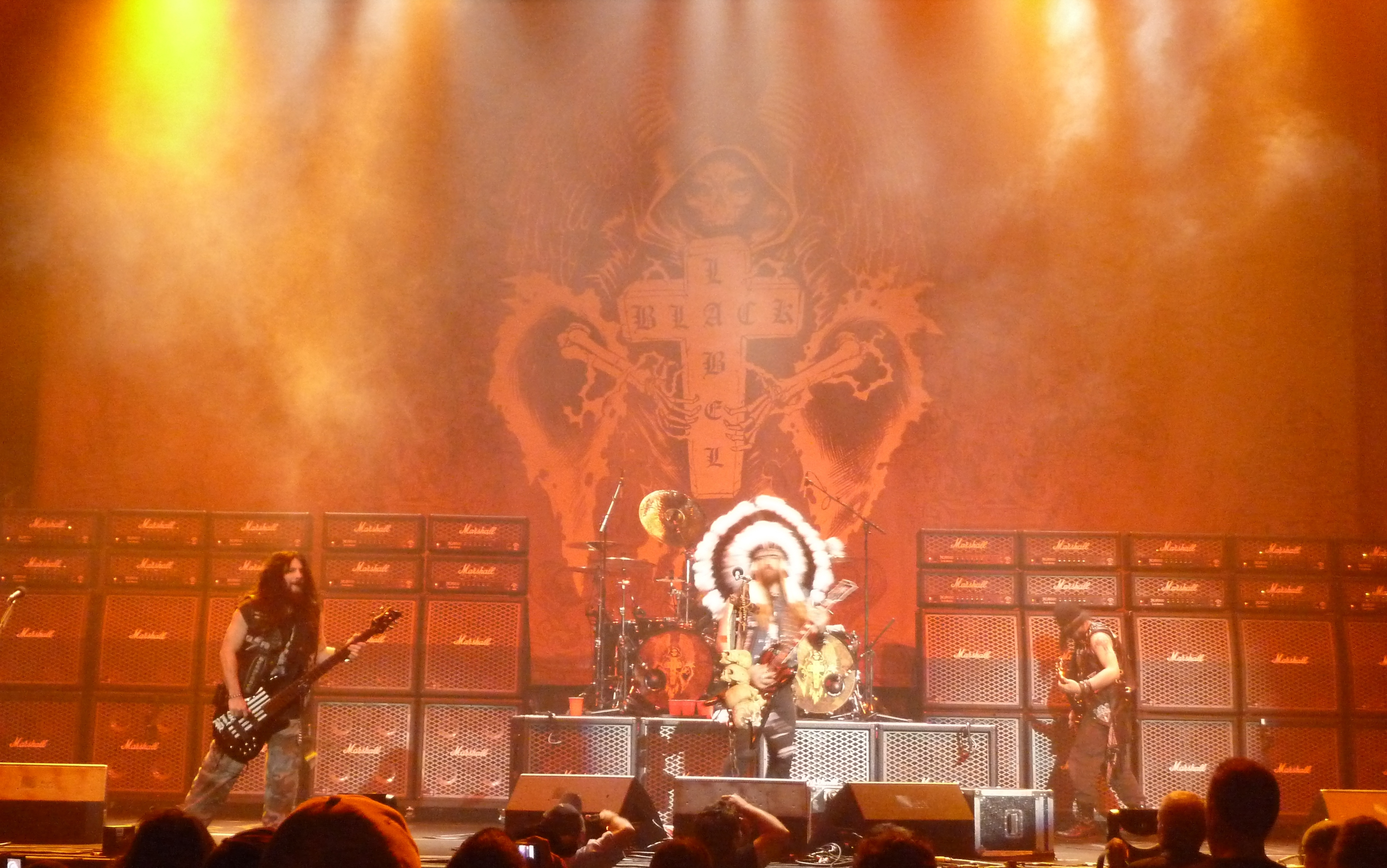
Black Label Society evoluând la Allen Event Center în Allen, Texas, 16 octombrie 2011

## Membrii formației
Membri actuali
- Zakk Wylde – lead vocal, chitară lead, pian (1998–prezent)
- John DeServio – bas (1999, 2005–prezent)
- Chad Szeliga – baterie (2011–2012, 2013–prezent)
- Dario Lorina – chitară  ritmică (2014–prezent)

Foști membri
- Phil Ondich – baterie (1998–2000)
- Nick Catanese – chitară ritmică (1999–2013)
- Steve Gibb – chitară bas (2000–2001)
- Craig Nunenmacher – baterie (2000–2010)
- Mike Inez – chitară bas (2001, 2003)
- Robert Trujillo – chitară bas (2002–2003)
- James LoMenzo – chitară bas (2004–2005)
- Will Hunt – baterie (2010–2011)
- Mike Froedge – baterie (2011)
- Johnny Kelly – baterie (2011)
- Jeff Fabb – baterie (2012–2013)

## Discografie
- Sonic Brew (1999)
- Stronger Than Death (2000)
- 1919 Eternal (2002)
- The Blessed Hellride (2003)
- Hangover Music Vol. VI (2004)
- Mafia (2005)
- Shot to Hell (2006)
- Order of the Black (2010)
- Catacombs of the Black Vatican (2014)
- Grimmest Hits (2018)